# کائوری یوکی
کائوری یوکی (انگلیسی: Kaori Yuki؛ زادهٔ December 18) مانگاکا، تصویرگر، و نویسنده اهل ژاپن است. وی از سال ۱۹۸۷ میلادی تاکنون مشغول فعالیت بوده است.